# Gregor Rösler
Gregor Rösler (1714-1755) fou un eclesiàstic agustí i compositor alemany. Va compondre les obres Melodrama eclesiàstic en 15 escenes, que conté 15 ofertoris a 4 veus i instruments (Augsburg, 1748); Oves octo harmoniaeas in ovile fraternum receptes,; vuit simfonies per a violí i orgue (Augsburg, 1748); sis lletanies a 4 veus i instruments (Augsburg, 1749) i sis misses a 4 veus i instruments (Augsburg, 1749).